# HD 73340
HD 73340 — хімічно пекулярна зоря спектрального класу B9, що має видиму зоряну величину в смузі V приблизно  5,8.
Вона  розташована на відстані близько 466,6 світлових років від Сонця.

## Фізичні характеристики
Телескоп Гіппаркос зареєстрував фотометричну змінність  даної зорі з періодом    2,67 доби в межах від  Hmin= 5,76 до  Hmax= 5,73.

## Пекулярний хімічний склад
Зоряна атмосфера HD73340 має підвищений вміст 
Si
.

## Магнітне поле
Спектр даної зорі вказує на наявність магнітного поля у її зоряній атмосфері.
Напруженість повздовжної компоненти поля оціненої з аналізу
становить 1643,8± 218,6 Гаус.